# Makoto Tanaka
Makoto Tanaka (Shizuoka, 8. kolovoza 1975.) japanski je nogometaš.

## Klupska karijera
Igrao je za Júbilo Iwata i Avispa Fukuoka.

## Reprezentativna karijera
Za japansku reprezentaciju igrao je od 2004. do 2006. godine. Odigrao je 32 utakmice.
S japanskom reprezentacijom Makoto Tanaka je igrao na Azijskom kupu 2004. i Kupa konfederacija 2005.

## Statistika
| Japan  | Japan | Japan |
| Godina | Nast. | Gol.  |
| ------ | ----- | ----- |
| 2004.  | 14    | 0     |
| 2005.  | 16    | 0     |
| 2006.  | 2     | 0     |
| Ukupno | 32    | 0     |

## Vanjske poveznice
- National Football Teams
- Japan National Football Team Database